# Wyżni Chochołowski Potok
Wyżni Chochołowski Potok – górny bieg Chochołowskiego Potoku do ujścia Jarząbczego Potoku. Wypływa na wysokości nieco poniżej 1500 m kilkoma źródłami poniżej progu kotła lodowcowego Dziurawe w górnej części Doliny Chochołowskiej Wyżniej. Źródła te posiadają dużą wydajność. Zasilany jest także niewielkimi ciekami spływającymi ze źródeł skalnych spod Rakonia i Długiego Upłazu. Koryto potoku wyżłobione jest w materiale akumulacyjnym i tylko jego końcowy odcinek przed ujściem Jarząbczego Potoku znajduje się w podłożu ze skał krystalicznych. Szerokość koryta nie przekracza 2 m, spadek wynosi 20%. Występujące w wielu miejscach podcięcia linii brzegowej świadczą o burzliwym przepływie wód. Średni przepływ wody w potoku wynosi około 150 l/s. Powierzchnia zlewni wynosi 1,40 km².
Potok spływa w kierunku północno-wschodnim i na wysokości około 1180 m łączy się z Jarząbczym Potokiem, tworząc Chochołowski Potok. Następuje to na wysokości około 1150 m.